# The Almighty Johnsons
The Almighty Johnsons er en New Zealandsk fantasy-tv-serie med Emmett Skilton og Tim Balme i hovedrollerne. Den er skabt af James Griffin og Rachel lang. Den blev  produceret i 2010 af South Pacific Pictures for New Zealand TV-stationen TV3. Serien handler om Axl Johnson, som på sin 21-årsdag opdager at han er medlem af en familie af genfødte nordiske guder. Serien startet på 7. februar 2011 på TV3 i New Zealand. Der er produceret tre sæsoner med i alt 36 afsnit (2015).